# Wilhelm Weber (Fußballspieler)
Wilhelm „Willi“ Weber (* 11. September 1925 in Offenbach am Main; † 30. Dezember 2009) war ein deutscher Fußballspieler, der den Großteil seiner Karriere bei den Offenbacher Kickers spielte und im Jahr 1952 einmal in der B-Nationalmannschaft zum Einsatz gekommen ist. Von 1945 bis 1957 absolvierte der Offensivspieler für den OFC 303 Ligaspiele in der damals erstklassigen Fußball-Oberliga Süd und erzielte dabei 53 Tore. Er gewann unter Trainer Paul Oßwald in den Jahren 1949 und 1955 zweimal die süddeutsche Meisterschaft, kam in den Endrunden um die deutsche Fußballmeisterschaft von 1949 bis 1955 in 15 Spielen zum Einsatz (3 Tore) und gehörte auch der Endspielelf gegen den VfB Stuttgart (1:2) am 25. Juni 1950 in Berlin an.

## Kickers Offenbach, 1945–1958

### Beginn
Nach Ende des Zweiten Weltkriegs, mit 20 Jahren, kehrte Willi Weber mit seinen Eltern und Bruder Fred aus Wittenberge in seine Geburtsstadt Offenbach zurück. Weber hatte an der Stadt an der Elbe, in der Prignitz im Nordosten des Landes Brandenburg gelegen, bei Herta Wittenberge schon Jahre Fußball gespielt und schloss sich nach der Rückkehr umgehend dem OFC an.

### Oberliga Süd, 1945 bis 1957
Unter Trainer Rudolf Keller und an der Seite von Mitspielern wie Fred Patzl (Torhüter), Heini Abt, Ferdi Emberger, Erich Nowotny, Fred Harthaus, Heinz „Knorze“ Kaster, Willi Keim, Heinrich Keller, Emil Maier, Ludwig Mohler, Anton Picard und Karl Göhlich belegte Offenbach 1945/46 mit 24:36 Punkten in der Debütsaison der Oberliga Süd den 12. Rang. Frühe Heimkehrer aus der Kriegsgefangenschaft veränderten fortlaufend das Mannschaftsbild und so kam es, dass der OFC in dieser Runde etwa 33 Spieler zum Einsatz brachte, darunter auch Willi Weber. In der Rückrunde, am 16. Juni 1946, beim Lokalderby gegen Eintracht Frankfurt, lief Weber beim 1:1 am linken Flügel der Offenbacher auf. Als die Trainerära von Paul Oßwald auf dem Bieberer Berg in der Saison 1946/47 begann und Kurt Schreiner die Offensive verstärkte, verbesserte sich das Team auf den fünften Rang. In beiden Spielen gegen Eintracht Frankfurt war Weber aufgelaufen: Am 17. November 1946 beim 1:1-Heimremis vor 15.000 Zuschauern und auch am 20. April 1947 bei der 1:2-Niederlage vor 35.000 Zuschauern in Frankfurt. In der Rückrunde trotzten die Mannen um Weber am 9. März 1947 im Heimspiel dem überlegenen Meister 1. FC Nürnberg ein 1:1-Remis ab.
Den ersten Titelgewinn mit dem OFC in der Oberliga Süd erlebte Willi Weber in der Spielzeit 1948/49, als er alle 30 Ligaspiele absolvierte und dabei 15 Tore erzielte. Der pfeilschnelle Flügelstürmer und Produzent von zahlreichen Torvorlagen war damit hinter Mittelstürmer Emil Maier mit 19 und vor Albert Wirsching mit 14 Toren der zweitbeste Torschütze der Meisterrunde von Offenbach. Der OFC gewann nicht nur den Südtitel mit elf Punkten Vorsprung, das Team hatte auch die meisten (79) Tore geschossen und die wenigsten (29) erhalten. Die beiden Derbys gegen Eintracht Frankfurt wurden mit 3:1 beziehungsweise 5:0 gewonnen. Im Angriff lief Offenbach zumeist in der Besetzung mit Kurt Schreiner, Horst Buhtz, Emil Maier, Albert Wirsching und Willi Weber auf. Nach der Vorrunde führte das Oßwald-Team die Tabelle mit 28:2 Punkten an, verlor dann aber am 18. Spieltag, den 6. Februar 1949, das Auswärtsspiel beim 1. FC Nürnberg sensationell hoch mit 1:8. Weber hatte dabei den OFC mit 1:0 in Führung gebracht. In 14 Spielen trug sich der Linksaußen in die Torschützenliste ein, lediglich beim 5:0-Heimsieg in der Hinrunde gegen den FC Rödelheim erzielte er in einem Spiel zwei Tore. In der Endrunde um die deutsche Fußballmeisterschaft 1949 scheiterte der süddeutsche Meister Kickers Offenbach am 26. Juni 1949 in der Schalker Glückauf-Kampfbahn vor 55.000 Zuschauer im Halbfinale nach einer 1:2-Niederlage am Vizemeister der Oberliga Süd, den VfR Mannheim. Die Mannheimer Rasenspieler setzten sich am 10. Juli 1949 mit einem 3:2-Sieg nach Verlängerung gegen Borussia Dortmund im Finale um die deutsche Meisterschaft durch und der OFC verlor am 9. Juli das Spiel um den dritten Platz mit 1:2 nach Verlängerung gegen die neue Fußballmacht aus dem Südwesten, den 1. FC Kaiserslautern. Weber war in den vier Endrundenspielen jeweils als Linksaußen im Einsatz gewesen.
Als Titelverteidiger musste sich Offenbach 1949/50 mit dem dritten Rang begnügen; dieser reichte aber zum erneuten Einzug in die Endrunde, da diese 1950 mit 16 Vereinen ausgetragen wurde. Nach dem Auftakterfolg mit 3:1 gegen Tennis Borussia Berlin hatte der Süddritte am 4. Mai in Düsseldorf gegen den Hamburger SV anzutreten. In der Halbzeit führte das Team um Jupp Posipal mit 2:0. In der 88. Minute entschied der als linker Verbinder eingesetzte Weber – Heinz Baas stürmte jetzt am linken Flügel – mit einem Treffer zum 3:2 das Spiel für seine Mannschaft. Im Halbfinale gegen Preußen Dellbrück benötigte Offenbach ein Wiederholungsspiel (3:0) um in das Endspiel, das am 25. Juni 1950 gegen den Südvizemeister VfB Stuttgart ausgetragen wurde, einzuziehen. Die Schützlinge von Trainer Georg Wurzer setzten sich vor 90.000 Zuschauern im Olympiastadion mit 2:1 Toren gegen Offenbach durch. Der OFC-Angriff mit Gerhard Kaufhold, Albert Wirsching, Horst Buhtz, Willi Weber und Heinz Baas hatte nur in der 47. Minute den Anschlusstreffer zustande gebracht. Weber hatte alle fünf Spiele in der Endrunde bestritten und zwei Tore erzielt.
In den Runden 1951/52 und 1953/54 folgten dritte Ränge in der Oberliga Süd, ehe im Jahr nach der Fußball-Weltmeisterschaft 1954 in der Schweiz, 1954/55, der erneute Meisterschaftsgewinn im Süden gelang. Mit zwei Punkten Vorsprung vor dem SSV Reutlingen und dem FC Schweinfurt 05 glückte der Titelgewinn. Weber hatte alle 30 Ligaspiele absolviert und fünf Tore erzielt. In der Endrunde erwies sich der spätere Meister Rot-Weiss Essen mit den Leistungsträgern Fritz Herkenrath, Heinz Wewers, Helmut Rahn, Franz Islacker, August Gottschalk und Bernhard Termath aber eindeutig als zu stark; beide Spiele wurden gegen den Westmeister mit 1:3 beziehungsweise 1:4 verloren. Wiederum hatte Weber alle sechs Endrundenspiele bestritten und somit insgesamt 15 Spiele um die deutsche Meisterschaft mit drei Toren im Dress von Offenbach absolviert.
Mit den zwei Ligaeinsätzen am 29. September und 7. Dezember 1957 gegen Schweinfurt 05 (1:1) und den FSV Frankfurt (2:0) beendete Willi Weber nach insgesamt 303 Oberligaeinsätzen mit 53 Toren im Sommer 1958 endgültig seine langjährige Oberligakarriere.

### Auswahlspiele, 1948–1955
Beim Repräsentativspiel von Süddeutschland gegen Norddeutschland am 17. Oktober 1948 in Nürnberg, stürmte Willi Weber im Team des Südens am linken Flügel. Vor 42.000 Zuschauern war er beim 1:1 der Torschütze für die Südauswahl. Am 13. März fand das Rückspiel in Hannover statt und endete mit einem 1:0 des Gastgebers. Den linken Flügel der Südauswahl bildeten die zwei Offenbacher Buhtz und Weber. Im Jahr 1952 führte der DFB lediglich ein Länderspiel mit der B-Nationalmannschaft. Das fand am 9. November in Basel gegen die Schweiz statt. Weber spielte auf Halblinks, Mittelstürmer Willi Schröder aus Bremen erzielte beide Treffer beim 2:0-Sieg für das deutsche Team. Am gleichen Tag besiegte die A-Nationalmannschaft in Augsburg die A-Elf der Schweiz mit 5:1. Hans Schäfer debütierte dabei mit zwei Toren auf Linksaußen und damit war das Flügelproblem auf dieser Position, auf Jahre gelöst. 14 Tage später, am 24. November 1952, führte Bundestrainer Herberger ein Testspiel mit einer DFB-Auswahl in Berlin gegen die dortige Stadtauswahl durch. Die Herberger-Schützlinge setzten sich mit 4:1 durch und Weber und Helmut Preisendörfer vom OFC, hatten dabei in der siegreichen Elf am linken Flügel gestürmt.
Mit 30 Jahren wurde Willi Weber letztmals in einer Auswahl eingesetzt. Die Stadtauswahl von Frankfurt/Offenbach verlor am 26. Oktober 1955 in London gegen die dortige Stadtauswahl im Wettbewerb des Messecup mit 2:3 Toren. Weber spielte dabei linker Außenläufer und hatte dabei die OFC-Kollegen Helmut Sattler, Willi Magel, Willi Keim, Engelbert Kraus und Gerhard Kaufhold an seiner Seite.

## Besonderheiten
Willi Weber hat die „Hungerzeiten“ nach dem Zweiten Weltkrieg als Fußballer von Kickers Offenbach erlebt. In dem Buch über die Oberliga Süd aus dem Klartext Verlag in Essen wird dazu Mannschaftskollege Gerhard Kaufhold folgendermaßen zitiert:

„Wie oft fuhren wir für zwei, drei Säcke Kartoffeln aufs Land. Und wenn uns ein ländlicher Gastgeber ein sattes Essen und einen Umtrunk anbot, dann nichts wie hin. Hauptsache, es gab was zu essen.“

Auch die Reisen nach Ostasien im Jahre 1953 mit zehn Spielen in Hongkong, Japan, Indien und Philippinen, die Sowjetunionreise und ein großer USA-Trip waren herausragende Momente der Spieler des OFC in dieser Ära.

## Beruf
Beruflich war Weber lange Zeit als Gastwirt tätig gewesen. Das Geschick dafür hatte er beim Kickers-Wirt im Clubhaus auf dem Bieberer Berg gelernt: Er heiratete die Tochter des Vereinswirtes. In späteren Jahren war Weber in Kirchheimbolanden ansässig.